# Lupinus barbatilabius
Lupinus barbatilabius är en ärtväxtart som beskrevs av Charles Piper Smith. Lupinus barbatilabius ingår i släktet lupiner, och familjen ärtväxter. Inga underarter finns listade i Catalogue of Life.